# Dramat naturalistyczny
Dramat naturalistyczny – gatunek dramatu ukształtowany w Europie w drugiej połowie XIX wieku, zrodzony z jednej strony z fascynacji człowiekiem jako istotą społeczną i biologiczną (inspirowany m.in. teoriami Karola Darwina, pismami Auguste'a Comte’a czy Herberta Spencera), z drugiej zaś - rozwojem sztuki teatru, zrywającej w tym czasie z baśniowo-fantastyczną inscenizacją romantyczną na rzecz realizmu i obiektywizmu przedstawienia istoty ludzkiej. 
Do głównych przedstawicieli gatunku należy zaliczyć, m.in. Henryka Ibsena, Augusta Strindberga, Gerharta Hauptmanna, Bernarda Shawa czy Maksima Gorkiego a na gruncie polskim: Gabrielę Zapolską, Jana Augusta Kisielewskiego i Włodzimierza Perzyńskiego.

## Podstawowe założenia kierunku
Podstawowe założenia kierunku wyznaczył Émile Zola w swoim manifeście naturalizmu. Postulował on:
- czerpanie tematów życia codziennego (poruszanie także tematów tabu)
- obrazowanie rzeczywistości z werystyczną dokładnością (realizm, ale bez odautorskiego wartościowania - obiektywizm)
- uczynienia bohaterem człowieka „z krwi i kości”, rzeczywistego, nie zaś będącego ucieleśnieniem symbolu czy idei
- ukazanie otoczenia człowieka, jako czynnika determinującego jego zachowania
- stosowanie języka konwersacyjnego, stylizowanego na mowę potoczną, bez wzniosłości i patosu

## Cechy dramaturgii naturalistycznej
- realizm, budowanie iluzji rzeczywistości przez werystyczne naśladowanie
- problematyka społeczna: przekrój przez warstwy społeczne, rola konwenansu i zasad w życiu człowieka, reakcja na zmiany społeczne itp. Na przykład w "Moralności pani Dulskiej" Gabrieli Zapolskiej mamy do czynienia z krytyką mieszczańskich obyczajów, piętnowaniem „dulszczyzny”, krytyką kołtunerii i filisterstwa; w "Domu lalki" Henryka Ibsena podejmowany jest problem ubezwłasnowolnienia kobiety w patriarchalnym społeczeństwie ze wskazaniem na potrzebę emancypacji kobiet dla ich wolności
- problematyka psychologiczna i moralna (obserwacja zmian wewnętrznych postaci, oddziaływania otoczenia na jednostkę, czynnika biologicznego determinującego zachowania – walka o byt, pytanie o miejsce zasad moralnych w życiu społeczeństwa i jednostki):
- rezygnacja z intrygi na rzecz pogłębionej analizy psychologicznej,
- bohater rzeczywisty, współczesny autorowi (nie – szlachetnie urodzony, mitologiczny, uduchowiony, ucieleśnienie symbolu) – najczęściej przedstawiciel danej grupy społecznej
- bohater złożony, skomplikowany wewnętrznie, nie można go jednoznacznie ocenić, brak schematu postaci czarno-białych, relatywizacja postępowań bohaterów:
- przestrzenie realistyczne, szczegółowo opisywane w didaskaliach, dużo rekwizytów
- proza, język codzienny, rytm konwersacyjny stylizacja na mowę potoczną, ale bez wulgaryzmów
- rezygnacja z metafizyki i elementów fantastycznych (prócz Strindberga)
- zazwyczaj kompozycja zamknięta, zachowana chronologia wydarzeń, zachowany związek przyczynowo – skutkowy, ale akcja nie służy wyłącznie opowiadaniu historii, lecz raczej obserwacji, poprzez wydarzenia, psychiki bohatera (motywacji itd.)
- „czwarta ściana”, brak mówienia "na stronie"